# Río Igirma
El río Igirma (del ruso: Игирма) es un río de Rusia que discurre por el óblast de Irkutsk, en iberia oriental. Es un afluente del Ilim por la orilla derecha, por lo que es un subafluente del Yeniséi por el Ilim y el Angará.

## Geografía
La cuenca hidrográfica del Igirma tiene una superficie de 4.480 km². El Igirma nace en el óblast de Irkutsk, en una zona de taiga casi deshabitada, un centenar de kilómetros al este-sudeste de la ciudad de Ust-Ilimsk, en la meseta Lena-Angará, que constituye la parte sur de la vasta Meseta Central Siberiana. El río atraviesa regiones cubiertas de taiga y muy poco pobladas. Discurre globalmente de norte a sur, menos en el tercio inferior de su curso, en el que se inclina hacia el sudoeste. Acaba desembocando en el Ilim por la orilla derecha, al nivel de la localidad de Igirma.
Permanece bajo el hielo generalmente desde la segunda quincena de octubre o la primera de noviembre, hasta finales del mes de abril o principios del de mayo. La cuenca del Igirma, como todo el nordeste de la meseta Lena-Angará, reposa en gran parte sobre un manto de permafrost discontinuo. Su espesor puede llegar a los 100 m.

## HIdrometría - Caudal mensual en Igirma
El caudal del río ha sido observado durante 33 años (1942-1974) en Igirma, localidad situada a 4 km por encima de su confluencia con el río Ilim, a 257 m de altura.
El caudal interanual medio observado en Igirma en este periodo fue de 17.1 m³/s para una superficie estudiada de 4.480 km², es decir, la práctica totalidad de la cuenca del río. La lámina vertida en esta cuenca alcanza los 120 mm por año, que debe ser considerada como media en el contexto siberiano, en el que se suelen encontrar valores bastante bajos.
Río alimentado en parte pr la fusión de la nieve, en parte por las precipitaciones estivales, el Igirma es un río de régimen nivo-pluvial.
Las crecidas se desarrollan en primavera, en el mes de mayo sobre todo, lo que corresponde al deshielo y a la fusión de las nieves. En el mes de junio y luego el de julio, el caudal se hunde. A partir de este momento se mantiene sostenido hasta principios de otoño. En el mes de octubre y luego en el de noviembre, el caudal baja de nuevo, lo que constituye el inicio del periodo de estiaje, que tiene lugar desde noviembre a marzo inclusive.
El caudal medio mensual observado en marzo (mínimo de estiaje) es de 2.73 m³/s, lo que representa apenas el 2.5 % del caudal medio del mes de mayo, máximo del año (107 m³/s), lo que testimonia la amplitud muy elevada de las variaciones estacionales, fenómeno frecuente en Siberia oriental. Estas diferencias pueden ser aún mayores a lo largo de los años. Así en los 33 años del periodo de estudio, el caudal mensual mínimo ha sido de 0,99 m³/s en marzo de 1970, mientras que el caudal mensual máximo se elevó a 189 m³/s en mayo de 1959. 
Considerando sólo el periodo estival, libre de hielos (de mayo a septiembre incluido) el caudal medio mensual mínimo observado ha sido de 4,06 m³/s en septiembre de 1959.
Caudal medio mensual del Igirma (en m³/s) medidos en la estación hidrométrica de Igirma
Datos calculados en  33 años

## Infraestructuras
En los alrededores de la localidad de Nóvaya Tigirma, el río es franqueado por la vía férrea que une Ust-Ilimsk (Zheleznodorozhni, Железнодорожный) a Jrebtovaya en el ferrocarril Baikal-Amur.